# Мирослав Имотски
Мирослав Имотски, рођ. Мирослав Лончар, (Небрижевац, 1959 — околина Имотског, 5. јул 1992) је српски православни новомученик који страдао мученичком смрћу.
Припадници Хрватских оружаних снага су га отеле док је радио на њиви и одвеле га у непознатом правцу. Његова мајка, је на њиви затекла само његову обућу, парче хлеба и сланине које је понео за оброк и ништа више. На непознатом месту је масакриран и убијен 5. јула 1992. године. Његово тело је пронађено разапето у облику крста на једној стени, на сличан начин како је распет Исус Христ.
Каснија сведочења говоре да су Мирослава мучили и терали да пљуне на православни крст, што је он одбијао до самог краја. Због начина погубљења, мученичке смрти и истрајности у вери, Српска православна црква га је канонизовала као преподобног новомученика српског, заједно са хиљадама других српских страдалника из Имотске крајине.
У време његовог страдања, начелник полицијске станице у Имотском је био Иван Тодорић. Хрватска полиција његову смрт и даље води као неразјашњен случај, иако гласине у Имотском говоре да се убице знају и да је Лончарев познаник, возач наранџастог комбија и у то време припадник Хрватске војске, један од  битнијих учесника убиства.